# أعمدة الحكمة السبعة

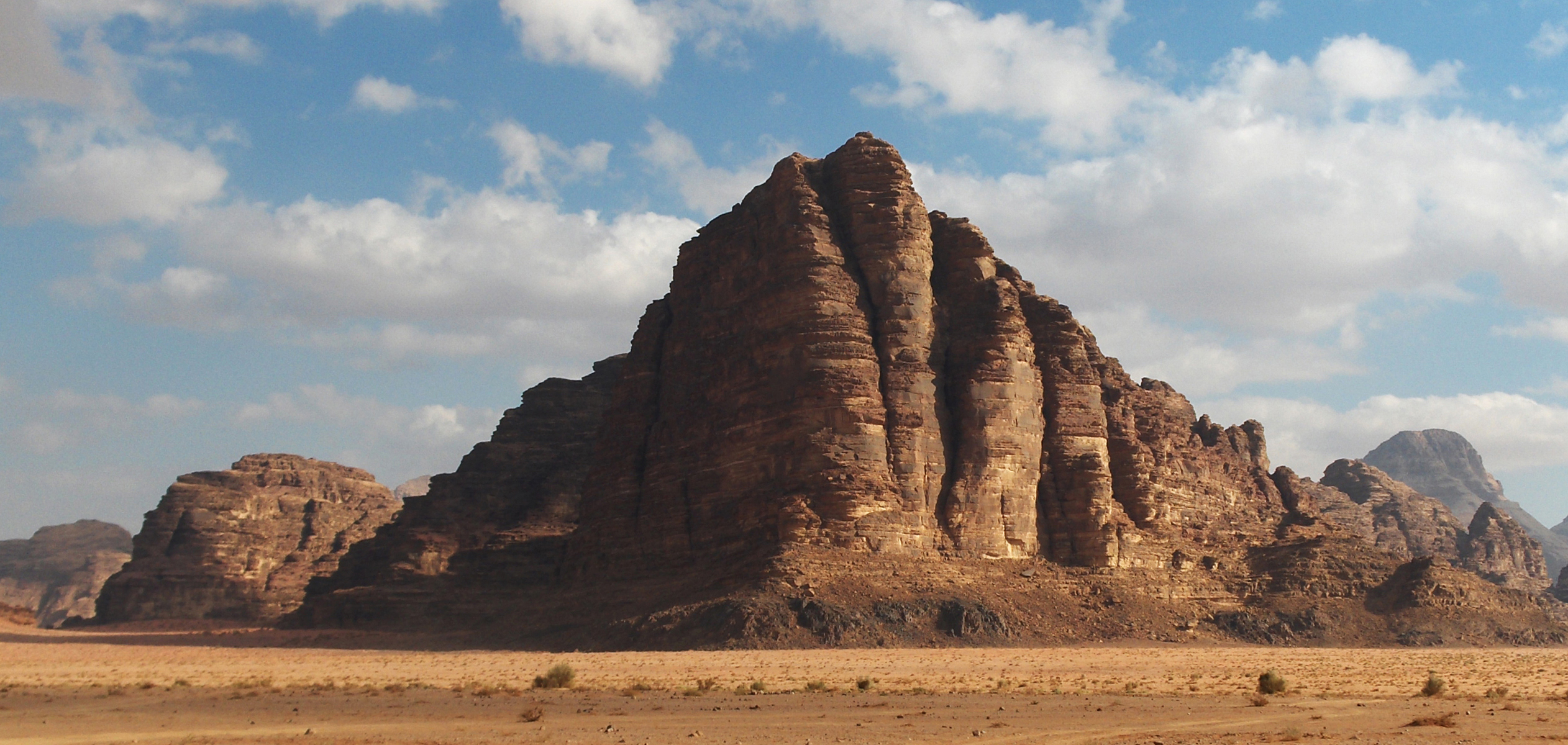
التشكيلة الصخريَّة لما يدعى جبل أعمدة الحكمة السبعة في وادي رم بالأردن.

اعمدة الحكمة السبعة (بالإنجليزية: Seven Pillars of Wisdom)‏ كتاب صدر في عام 1922 وضع فيه لورنس العرب خلاصة تجربته السياسة في إدارة أنظمة دول الشرق الأوسط بعد سقوط الدولة العثمانية، وساهم في قيام الثورة العربية الكبرى.
هذا كتاب فريد من نوعه حول تاريخ الجزيرة العربية. وهو من تأليف الضابط الإنجليزي توماس إدوارد لورنس (بالإنجليزية:  T. E. Lawrence)‏ أو كما يعرفه الكثير من الناس بلورنس العرب.
وكما يعلم الجميع، فإن هذه الشخصية التاريخية الاستشراقية التي دخلت على الثقافة الشرق أوسطية وأثرت بها بشكل كبير، كانت عبارة عن رحلة رجل إنجليزي داخل الصحراء العربية، أثناء الحرب العالمية الأولى. لكنها لم تكن رحلة رجل عادي، بل هي مسيرة رجل في مهمة لتجنيد القبائل العربية ضد الدولة العثمانية.
و هذا الكتاب عبارة عن سيرة ذاتية للورنس، خاصة المرحلة الخاصة من حياته التي قضاها مع البدو، والمعارك التي خاضها إلى جانب الملك فيصل بن الحسين، وفلسفته في الحياة بعد هذه التجربة التي حولته إلى إنسان غير عادي.
وقد تم تحويل هذا الكتاب إلى فيلم من بطولة بيتر اوتول، وعمر الشريف، وأنتوني كوين. وحقق نجاحا باهرا. لكن يظل الكتاب يحمل فلسفة عميقة ما زالت تسحر كل من يقرأه.
فعلى سبيل المثال، تحدث لورنس عن الشخصية العربية، وكيف استطاع أن يحول القبائل المتناحرة، التي لا تدين لأحد أبدا، لتقف صفا واحدا مع الإنجليز ضد الأتراك. وقد قال عبارة أظنها هي الأصدق في وصف الروح العربية، حيث قال أن العربي حين يصدق بك ويؤمن برسالتك، سوف يتبعك إلى أقاصي الدنيا، ولو بذل في ذلك حياته.
وأفضل تحليل لهذا الكتاب، للكاتب الإنجليزي كولن ولسون، في كتابه «اللا منتمي»، حيث تحدث بإسهاب عن المعاناة الروحية التي كان يمر بها لورنس، وكيف أن هذه المعاناة هي التي قادته ليصبح شخصية أسطورية خلدها التاريخ.
إن شخصية الكاتب مثيرة للجدل، يستحق الإطلاع.

## قالوا عن الكتاب
قال عنه فيلادز «إنه كتاب كان وسيظل قمة للكتب والأدب الكلاسيكي». ومع ذلك فيجب قراءة هذا الكتاب ببعض الحذر فقد قال عنه ونستون تشرشل «ليس هناك في هذا الكتاب من أثر بالغ، كل ما فيه مبالغ فيه وشخصي وقد كتب في ظروف لا يستطيع الإنسان -كما يبدو- أن يعيشها.. ولكن لورنس كان على أية حال رجلا».
وقد قال لورنس نفسه عن الكتاب: «لقد بدأت كتابة مذكراتي لأكشف القناع عن حقيقة القصص والأشياء ولأقنع العرب القلائل الذين يعرفون مثلما أعرف، وفي هذا الكتاب أيضا عنيت للمرة الأخيرة أن أسجل حكمي الخاص على ما يجب أن يقال» وقال أيضا لأحد أصدقائه: «إن كتابي بني على أكاذيب ولأنني قد أصبحت بطلا أسطوريا فقد كان من الضروري أن أعيش هذه الأسطورة». ثم بعث لصديقه إدوارد جارنت قائلا:«إن همي أن أؤلف كتابا ممتازا» وبعد أن انتهى من كتابته بعث إليه يقول: «إن كتابي مهزلة لا تستحق أن تقرأ..فإذا أردت أن ترى بعينك كيف تشوه الأفكار الجميلة والمادة الرائعة فارجع إلى أي صفحة من صفحات الكتاب، إنني لا أعتقد بأن هناك أي ناشر في فليث ستريت يرضى حتى بأن يحرق الكتاب فكيف بحق السماء تعتقد بأني قد جئت بعمل ممتاز».

## وصلات خارجية
- أعمدة الحكمة السبعة على موقع الموسوعة البريطانية (الإنجليزية)
- أعمدة الحكمة السبعة على موقع الموسوعة البريطانية (الإنجليزية)

Seven Pillars of Wisdom
كتاب (أعمدة الحكمة السبعة) النسخة العربية من المكتبة الوقفية